# SN 2005kg
SN 2005kg – supernowa typu Ia odkryta 17 listopada 2005 roku w galaktyce M-04-50-07. W momencie odkrycia miała maksymalną jasność 17,00m.